# Cépage
 (mai 2021).
|            |  |                    |
| Pinot Noir |  | Cabernet Sauvignon |

|            |  |         |
| Chardonnay |  | Aligoté |

Un cépage est une variété (ou cultivar) de la vigne cultivée (Vitis vinifera), caractérisée par un génome particulier et par des particularités phénotypiques et biologiques.
L'étude des cépages et leur description est l'ampélographie (du grec ἄμπελος / ámpelos, « vigne »), qui analyse la forme des feuilles, des grappes, des baies, leur couleur et leur apparence, afin de déterminer les différents cépages.
Un cépage correspond au produit d'un pépin, celui-ci étant issu d'un événement de fécondation. Le cépage se multipliant par voie végétative, des variations génétiques et épigénétiques peuvent survenir au cours des cycles. Un cépage regroupe donc un ensemble de plants apparentés car tous issus du même pépin mais pouvant différer les uns des autres. Lorsqu'un sous-ensemble de plants d'un même cépage diffère des autres de manière qualitative et stable, notamment concernant les caractères évidents, remarquables et d'intérêt technologique, on le distingue comme étant une variété. En viticulture, c'est ce niveau de variété qui est cultivé, et qui correspond donc au terme anglophone cultivar (à ne pas confondre avec le terme variété au sens botanique). Dans certains cas, le cépage se confond avec la variété, comme pour la syrah, mais dans d'autres cas, comme le grenache, le cépage a plusieurs variétés : grenache noir, grenache gris et grenache blanc.
Parmi les différents cépages on distingue les cépages de cuve, destinés à la production de vin, et les cépages de table, destinés à la production de raisin de table. Il arrive cependant que l'on produise du vin à partir de raisin de table et inversement que l'on mange le raisin de cuve, par exemple le chasselas est un raisin de table à Moissac mais est utilisé pour produire du vin en Suisse dans le canton de Vaud et du Valais.

## Vitis viniferaL., espèce d'origine
Le terme « cépage » est francophone, sans équivalent en anglais, et ne s'utilise historiquement qu'au sein de Vitis vinifera L..
Il existe de par le monde des cultivars de vigne issus d'autres espèces. Par exemple, en 2004 au Brésil, Vitis vinifera L. ne représentait que 30 % de l'encépagement. Mais c'est Vitis vinifera L. qui fournit les cépages les plus utilisés en viticulture du fait de la qualité des vins qu'ils permettent de produire.

## Classification botanique
En leur qualité de cultivar, les cépages n'entrent pas dans la classification botanique. Cependant, selon la classification de Cronquist, le cépage d'une vigne donnée pourrait être inséré comme dans l'exemple ci-dessous pour le sauvignon blanc :
- Règne : Plantae ;
- Sous-règne : Tracheobionta ;
- Division : Magnoliophyta ;
- Classe : Magnoliopsyda ;
- Sous-classe : Rosidae ;
- Ordre : Rhamnales ;
- Famille : Vitacées ;
- Genre : Vitis ;
- Sous-Genre : Euvitis ;
- Espèce : vinifera ;
- Cépage : sauvignon blanc.

Néanmoins, certains cépages hybrides inter-espèces, aussi appelés hybrides producteurs directs, n'entreraient pas dans cette classification car l'un des parents au moins provient d'une autre espèce de Vitis. C'est le cas par exemple des cépages datant du XIXe siècle tels que le noah (Vitis riparia x Vitis labrusca) ou le jacquez (Vitis aestivalis x Vitis vinifera).
Peuvent aussi être considérés comme des hybrides les « nouveaux cépages résistants » ayant un ancêtre appartenant à une espèce de Vitis autre que Vitis vinifera. C'est le cas en France des quatre cépages possédant deux gènes de résistance contre le mildiou et deux contre l'oïdium, obtenus par l'Inra, qui ont été inscrits au catalogue en 2018. Par exemple, l'Artaban est issu d'un croisement entre l'obtention Mtp3082-1-42 dont les gènes de résistance proviennent de Vitis rotundifolia, et le cépage Regent dont les gènes de résistance sont issus de Vitis rupestris et Vitis aestivalis. C'est aussi le cas en Italie des cinq cépages ayant un gène de résistance au mildiou et un gène de résistance à l'oïdium qui ont été inscrits au catalogue en 2015. Par exemple, le cabernet eidos est issu d'un croisement réalisé en 2002 entre le cabernet sauvignon et l'obtention 20-3, elle-même issue d'un croisement entre le cépage Bianca et l'obtention SK77-4/5, elle-même obtenue en croisant le cépage Traminer et l'obtention Kumbarát issue d'un croisement de Vitis vinifera avec Vitis amurensis.

### Familles et groupes de cépages en France
Les ampélographes ont cherché à élaborer des classifications de cépages, soit en fonction des caractéristiques morphologiques, soit en fonction des origines géographiques réelles ou supposées, soit au sein de groupes ayant des similitudes morphologiques.
« Depuis les dizaines de cépages énumérés par les auteurs Latins, Columelle et Pline l’Ancien, il en existe aujourd’hui plusieurs milliers. En France, cette diversité s’organise géographiquement avec l'existence de groupes de cépages régionaux typiques, et semble-t-il apparentés) ».
Au XIXe siècle, le comte Odart puis Levadoux au XXe siècle ont cherché à regrouper les cépages « français » par familles à partir des caractéristiques morphologiques.
- Famille des Traminers : savagnin, savagnin rose, gewurztraminer ;
- Famille des Cotoïdes : côt (ou malbec), négrette, valdiguié, tannat ;
- Famille des Carmenets : merlot, cabernet franc, cabernet sauvignon, carmenère, petit verdot, fer servadou ;
- Famille des Sérines : mondeuse, syrah, altesse, marsanne, roussanne, viognier ;
- Famille des Muscats : muscat d'Alexandrie, muscat blanc à petits grains, muscat de Hambourg ;
- Famille des Folloïdes : folle blanche, ondenc ;
- Famille des Gouais : gouais, blanc dame, muscadelle ;
- Famille des Chenins ou famille des Messiles : chenin, meslier, sauvignon blanc, pineau d'Aunis ;
- Famille des Noiriens : pinot noir, chardonnay, melon de bourgogne, gamay, aligoté ;
- Famille des Mansiens : petit manseng, gros manseng ;
- Famille des cépages rhénans : sylvaner, riesling ;
- Famille des Alpins : altesse, chasselas, savagnin, verdesse, trousseau, gringet;
- Famille des Provençaux : tibouren, rolle, braquet, clairette;
- Famille des Languedociens : grenache, carignan, mourvèdre, cinsault, lledoner pelut, morrastel, piquepoul, rivairenc, terret noir.

La recherche génétique avec notamment le séquençage du génome de la vigne permet aujourd'hui de mieux comprendre les origines et les groupes de cépages. Ces découvertes récentes mettent parfois en cause les classifications précédentes. Par exemple, il a été prouvé en 1997 que le cabernet sauvignon était issu d'un croisement entre sauvignon blanc et cabernet franc.

## Nombre de cépages
Le nombre de cépages cultivés, qui sont souvent connus sous des noms multiples, est difficile à estimer avec justesse.
L'apparition de techniques d'analyses génétiques a permis récemment de préciser les recherches, que l'ampélographie seule peine à résoudre. 
L'estimation actuelle dénombre 6 000 cépages, mais une très faible proportion seulement est réellement utilisée dans les vignobles du monde entier. 
L'évolution constante, disparition d'anciens cépages et création de nouveaux, ne permet pas de définir un nombre exact.
| Source                                       | Date        | Nombre de cépages | Commentaire                                |
| -------------------------------------------- | ----------- | ----------------- | ------------------------------------------ |
| Alexandre-Pierre Odart                       | 1859        | 1 000             |                                            |
| Hermann Goethe                               | 1887        | 2 000             |                                            |
| Victor Pulliat                               | 1888        | 1 000             |                                            |
| Joseph de Rovasenda                          | 1900        | 3 669             |                                            |
| Traité d'ampélographie, de Viala et Vermorel | 1902 - 1910 | 5 200             |                                            |
| Aleksandr Negrul                             | 1946        | 20 000            | (comptabilise toutes les espèces de Vitis) |
| Ampélographie de l'URSS                      | 1946 - 1956 | 1 059             |                                            |
| Constantinescu G.                            | 1958        | 4 000             |                                            |
| Allewelt et Possingam                        | 1988        | 10 000            |                                            |
| Pierre Galet                                 | 2000        | 9 600             |                                            |
| Catalogue officiel de l'Union Européenne     | 2011        | 1 902             | (Union Européenne)                         |
| Base de données internationale VIVC          | 2012        | 11 356            |                                            |

## Sélection et multiplication
Les experts en ampélographie imaginent que depuis que l'homme fait du vin il a sélectionné et reproduit la vigne de deux façons différentes : en faisant germer des pépins ou par multiplication végétative. L'origine et la diversité des cépages viendraient donc des croisements et des variations naturelles que l'homme a pu observer. En effet, la vigne est une plante qui mute facilement. Il arrive qu'un même plant produise des rameaux avec des raisins différents. C'est ainsi, que le pinot gris et le pinot blanc sont des mutations du pinot noir.
Au sein même de chaque cépage on trouve une diversité génétique naturelle. En France, une grande partie de cette diversité est maintenue dans des conservatoires de clones gérés par le réseau CTNSP (Commission Technique Nationale de la Sélection et de la Participation). Cette diversité a conduit la recherche agronomique à sélectionner des clones afin de rationaliser les productions. Un clone étant la descendance par voie végétative d'une souche homogène. Il existe donc pour un cépage donné des vignes issues de sélection clonale et d'autres, qui ne proviennent pas d'un seul pied-mère identifié, issues de sélection massale.
Le cépage ne peut être multiplié que par voie végétative (bouture, micro-bouture, marcottage ou greffe).

## Vin de cépage et appellation d'origine
Un vin de cépage est un vin qui revendique sur son étiquette sa composition en termes de cépage. Ce sont des vins de mono-cépage ou parfois bi- voire tri-cépage.
Les cépages sont avec le terroir viticole les facteurs primordiaux influant sur la typicité des vins. Leur diversité génétique, jointe à la variété des pratiques culturales et vinicoles, a conduit à l’exceptionnelle diversité des vins français et au système des AOC (appellation d’origine contrôlée).
Le concept de vin de cépage est à l'opposé de la conception européenne traditionnelle du vin qui trouve son aboutissement dans le concept d'AOC ou d'AOP où la mention du cépage n'est généralement pas un axe de communication. Cependant depuis les années 1980[réf. souhaitée] les pays européens traditionnellement producteurs ont permis la production de vins de ce type.
La proportion finale du ou des cépages mentionnés ne doit pas être inférieure à un certain pourcentage. Par exemple pour le vin charentais le cépage indiqué doit être présent à au moins 85 %.

## Cep et cépage
Le cep est un pied de vigne d'un cépage donné, le terme vient du latin cippus (« poteau », « borne », « pieu »).
Depuis la crise phylloxérique qui a trouvé une résolution dans le greffage de la vigne, il est généralement formé de deux parties : le porte-greffe (vigne choisie pour l’intérêt de son système racinaire) et la partie aérienne ou greffon (vigne ayant un intérêt pour la production de raisins).

## Législation en France

### Droit de plantation
En France, et dans l'Union européenne la plantation de la vigne à des fins de vinification est illégale sans la détention de droits de plantation.
Concernant le choix des cépages, il n'existe pas d'interdiction de planter le cépage de son choix (le vigneron a depuis le 4 mars 2009 retrouvé la liberté de choix du cépage en vin de pays), cependant les droits de plantation sont réduits lorsque le viticulteur plante un cépage autorisé en lieu d'un cépage recommandé.
Pour la production de vin AOC, le viticulteur doit planter les variétés autorisées dans le décret d'appellation de l'INAOQ. Dans le cas d'appellations autorisant plusieurs cépages une certaine proportion de chaque cépage devra parfois être respectée.
Il est à noter que l'Union européenne a voté un règlement mettant fin aux droits de plantation à partir de 2016 mais il semblerait que les syndicats professionnels de certains pays (notamment France, Espagne, Italie et Allemagne) cherchent à maintenir les droits de plantations au-delà de cette date.

### Classification des cépages
En France, le législateur a classé les cépages en quatre catégories.
Les porte-greffes ne sont cultivés que pour servir de racine aux autres. Ils sont sélectionnés sur leur résistance au phylloxéra et leur adaptation à de multiples terroirs.
Les raisins de cuve sont cultivés pour être mis en cuve. Leur destination prioritaire et majoritaire consiste à donner du vin, mais ils sont aussi aptes à donner des eaux-de-vie, du jus de raisin ou du vinaigre.
Les raisins de table sont cultivés pour être consommés en fruits frais. Certains d'entre eux appartiennent aussi à la catégorie des raisins de cuve, comme le chasselas ou le muscat à petits grains.
Les raisins d'agrément sont une dernière catégorie créée récemment à la suite des travaux de sélection et d'hybridation de l'INRA. Ce sont des cépages hybrides résistants au mildiou et à l'oïdium, ne nécessitant pas ou peu de traitements. En dépit de l'interdiction de culture des hybrides, la réglementation en a autorisé la culture pour les particuliers. Ces cépages sont vendus en jardinerie pour orner les jardins particuliers, mais le produit de leur récolte ne peut être commercialisé.

### Cépages interdits
Entre 1865 et 1885, les vignes européennes ou Vitis vinifera, ont été victimes de l’invasion d’un insecte, le phylloxéra. Les vignes européennes étaient très vulnérables contrairement à leurs cousines américaines, les espèces Vitis labrusca ou Vitis riparia ; les viticulteurs ont donc croisé les deux types de vignes afin de pouvoir continuer à cultiver leurs cépages européens de qualité sans avoir à craindre le phylloxéra. Ces nouveaux cépages, issus de croisements, sont aussi appelés hybrides producteurs directs.
Si les nuisibles n'étaient plus un problème, ces cépages étaient beaucoup plus productifs ; en 1930, la France était en situation de surproduction. Tous ces vins furent classés comme impropres à la consommation. En 1935, l’interdiction d’offrir, de vendre, de transporter ou de planter les six cépages mentionnés plus loin (et non pas tous les HPD) fut prononcée.
Aujourd’hui, l'interdiction a disparu de la loi française mais a été introduite dans la loi européenne qui régit les plantations professionnelles depuis 2016 , mais leur réputation, ternie par la crainte fondée ou non de provoquer des problèmes de santé graves ou une qualité gustative inférieure, ne cadre pas avec la réputation de qualité que veut promouvoir le vin français.
On trouve dans cette catégorie les cépages :
- noah ;
- clinton ;
- herbemont[31] ;
- isabelle ;
- jacquez ;
- othello.

Il est possible de consulter l'ancien Code du vin, officiellement abrogé en 2003 (Décret no 2003-851, article 4, 2°), en particulier l'article 96 qui liste ces cépages qui furent longtemps interdits en France. Au niveau européen, les six cépages de la liste restent interdits par la législation communautaire. Des voix s'élèvent pour que cette interdiction soit levée.

## Les cépages les plus cultivés

### En France
Sur 210 cépages autorisés en France, 10 représentent à eux seuls plus de 70 % de la surface plantée en vignes :
- Cépages noirs : merlot (14 %), grenache noir (11 %), syrah (8 %), cabernet sauvignon (6,5 %), carignan (5,3 %), pinot noir (3,7 %), gamay (3,5 %) ;
- Cépages blancs : ugni blanc (10,2 %), chardonnay (5,6 %), sauvignon blanc (3,5 %), savagnin.

### Dans le monde
Dans le monde, en 2009, seulement 12 cépages représentaient 30 % des surfaces plantées.
| Cépage                       | Couleur | Synonymes | Zones de plantation principales                         | Superficie (ha) | Date des données |
| ---------------------------- | ------- | --- | ------------------------------------------------------- | --------------- | ---------------- |
| Kyohō                        | noir    | Chufeng, Ju Feng, Kioho, Kyohou | Chine, Japon, États-Unis, Taiwan, Corée, Chili          | 365 000         | 2015             |
| Cabernet-sauvignon           | noir    | bidure, burdeos tinto, bordeaux, bordo, bouchet, breton, cabernet petit, carbouet, carmenet, castet, kaberne sovinjon, lafet, lafite, marchoupet, navarre, petit bouchet, petit cabernet, petite parde, petite vidure, sauvignon rouge, sauvignonne, vaucluse, veron, vidure sauvignonne. | France, Italie                                          | 341 000         | 2015             |
| Sultanine                    | blanc   | akouno, banati, bealo bez seme, cekizdecsis, fehér szultan, kechmiche jaune, kechmish blanc, keeshmeesh, kichmichi, kishmish blanc, kishmish safid, kis-mis alb, kismis, kismis belii ovalny, perzsiai fehér, roumined, seedless white, sultana, sultani, sultanina, sultanine blanche, szultan szölö, tchekirdeksis, thompson seedless | Turquie, États-Unis, Iran                               | 273 000         | 2015             |
| Merlot                       | noir    | bégney, bigney, bigney rouge, crabutet, langon, médoc noir, merlau, merle petite, merlô, merlot noir, merlott, odzalesi, petit Merle, plant du Médoc, plant Médoc, Saint-Macaire, sème de la Canau, sème Dou Flube, sémillon Rouge, semilhoun rouge, vitraille. | France, Italie, Suisse, Chili                           | 266 000         | 2015             |
| Tempranillo                  | noir    | En Espagne: arganda, cencibel chinchillana, chinchillano, jacibiera, jacivera, negra de Mesa, Ribera del Duero, tempranillo de Perralta, tempranillo de Rioja, tinto del País, tinto fino, tinta del Toro, tinto de Madrid, tinto Riojano, vid de Aranda ; En Catalogne: ull de Llebre (œil de lièvre), verdiell ; Au Portugal: aragonés, tinta aragonés, tinta Roriz, tinta de Santiago, tinta Montereiro, tinta Santiago ; En Californie: aldepenas, valdepenas ; En Argentine: escobera, garnacho, foño, jaciuera. | Espagne, Portugal                                       | 231 000         | 2015             |
| Airén                        | blanc   | aidé, aiden, forcallada, forcallat, forcallat blanco, forcellat bianca, forcayat, laeren del rey, layren, manchega, mantuo Laeren, valdepeñera blanca, valdepeñero, uva airén | Espagne                                                 | 218 000         | 2015             |
| Chardonnay                   | blanc   | arboisier, arnaison Blanc, arnoison, aubaine, auvergnat Blanc, auvernas Blanc, auvernat Blanc, auxeras, auxeras blanc, auxerrois blanc, auxois blanc, bargeois blanc, beaunois, blanc de Champagne, Breisgauer Süßling, Chablis, chardenay, chardenei, chardenet, chardennet, chardonnay blanc, chardonnet, chatenait, chatey Petit, chaudenay, chaudenet, Clävner, Clevner weiss, epinette blanche, epinette de Champagne, ericey Blanc, Fehér Burgundi, Fehér Chardonnay, Feinburgunder, gamay blanc, Gelber Burgunder, Gelber Weißburgunder, gentil blanc, grosse Bourgogne, Klawner, Klevanjka Biela, Klevner, lisant, luisant, luizannais, luizant, luzannois, Mâconnais, maurillon blanc, melon blanc, melon d´Arbois, moreau blanc, Morillon, morillon Blanc, moulon, noirien blanc, Obaideh, Petit Chatey, Petite Sainte-Marie, Pineau Blanc Chardonnay, pino Sardone, Pinot Blanc (par erreur), Pinot Chardonnay, plant de Tonnerre, romeret, rousseau, roussot, sardone, shardonne, Weißer Ruländer. | France, États-Unis, Allemagne                           | 210 000         | 2015             |
| Syrah                        | noir    | antournerein Noir, balsamina, biaune, candive, entournerin, hermitage (en Australie), hignin noir, marsanne noire, neretto di Saluzzo, schiras, sérène, serine ou serinne, shiraz, sirac, syra | France, Espagne, Australie, Afrique du Sud, Mexique     | 190 000         | 2015             |
| Grenache noir                | noir    | alicante, alicante de pays, alicante Grenache, alicantina, aragonais, aragonéz, bois jaune, cannonaddu, cannonau, cannonao, cannono, carignane rousse, gironet, garnacha, garnacha del país, garnacha negra, garnacha tinta, garnacho, garnaxa, garnaxo, grenache rouge, guarnaccia, lladoner, mencida, navarra, navarre de la Dordogne, ranconnat, redondal, retagliadu nieddu, rivesaltes, rivos-altos, roussillon, roussillon tinto, rouvaillard, sans-pareil, santa Maria de Alcántara, tinta, tinta menuda, tinto, tinto de Navalcarnero, tintore di Spagna, tocai rosso. | Espagne, Italie (Sardaigne), États-Unis                 | 163 000         | 2015             |
| Red Globe                    | noir    | |                                                         | 159 000         | 2015             |
| Sauvignon blanc              | blanc   | blanc doux, blanc fumé, douce blanche, feigentraube, fié, fumé blanc, gros sauvignon, libournais, Muskat-Sylvaner (ou Muskat-Silvaner), muskatani sivanec, punechon, puinéchou, punéchou, rouchelin, sarvonien, sauternes, sauvignon blanc, sauvignon fumé, sauvignon saune, sauvignon petit, savagnou, savignon, servonien, sovinjon, sovinon, surin, sylvaner musqué, weisser sauvignon | France, Chili, Nouvelle-Zélande                         | 123 000         | 2015             |
| Pinot noir                   | noir    | Spätburgunder, Blauer Burgunder | France, Allemagne, États-Unis, Canada, Nouvelle-Zélande | 112 000         | 2015             |
| Trebbiano + Variations       | blanc   | Ugni blanc (111 000 ha en 2015) | France, Italie                                          | 223 200         | 1999             |
| Carignan N                   | noir    | babonenc, babounenc, blauer carignan, bois de fer, bois dur, bove duro di Spagna, cagnolaro tinto, calignan, carignano, carignan mouillan, carineña, carignan noir, carignane noire, carignane, carignane Mouilla, carignane violette, carignano, carignano di Carmignano, carinena, catalan, crujillón, crusillo, crusillo y samso, girarde, grenache du bois dur, karinjan, kek carignan, kerrigan, legno duro, legno duro di Portoferraio, manueolo tinto, marocain, mataro, mazuela, mazuelo, mollard, monestel, mounestéou, pinot evara, pinot d'Evora, plant d'Espagne, plant de Lédenon, pokovec, roussillonen, samso crusillo, shopatna blau, tinto mazuela, uva di Spagna. | France, Espagne                                         | 50 589          | 2015             |
| Dattier de Beyrouth          | blanc   | actoni Maceron, afus ali, afouz ali, afuz-ali alb, aleppo, altin tas Razaki, anabolitiko, anatolikon, arkanoiotiko, axiangelas, Aydin Razakisi, bayadi, bayrout Hurmasi, beiruty Datolya, beyrut Hurmasi, boldun, bolgar, bolgarszölö, caraburnu, celibar Drenak, chondorogo, Datolya-Szölö, Datteltraube, dattero di Negroponte, dimiski, doreee, galetta, ginevra, Hafis Ali, Hafuz Ali, Insolia Parchitana, Inzolia Imperiale, Iurum Iuzum, Izmir Razaki, karaboumou, karaburnu, kararubun, kerino, marsigliana bianca, medina, Menavacca Bianca, Parchitana, Pepita de Oro, Pergolona, Provolone, raisin de Constantinople, raisin d´Or, razachie Alba, razachie de Dealul Mare, real, regina, regina bianca, regina bianca di Firenze, regina della Malvasie, rhajaki, rhajaki Aspro, rhazaki, rhazaki Arkanon, rosaki, rosaki Sari, rosani, sarga Rumonya, smyrneiko, stamboleze, sultani Razaki, teta di Vaca, tzarigradsco Grozde, uva del Vaticano, uva Marchesa, uva Real, Waltham Cross, zeine. | Italie, Turquie                                         | 120 000         | 2000             |
| Sangiovese                   | noir    | Brunello, Nielluccio | Italie, France                                          | 60 000          | 2015             |
| Bobal                        | noir    | Balau, Balauro, Béni carlo, Benicarlo, Blauro Benicarlo, Boal, Bobal Noir, Bobos, Carignan d'Espagne, Carignan d'Espagne à Fronton, Carignan Espagnol, Coreana, Coreana Espagnol, Espagnol, Folle Blanche du Minervois, Moravio Pobreton, Pobreton, Provechon, Rageno, Rajeno, Requena, Requenera, Requeni, Requeno, Terret d'Espagna, Terret d'Espagne, Tinta Madrid, Tinto de Requena, Tinto de Zurra, Tonto de Zurra, Valenciana, Valenciana Tinta, Valenciana Tinto, Vinate, Vinate Tinto, Vinater | Espagne                                                 | 62 874          | 2015             |
| Monastrell + Mourvèdre       | noir    | Monastrell, Moristel, Mataro | Espagne, France                                         | 56 252          | 2015             |
| Catarratto bianco comune     | blanc   | - | Italie                                                  | 21 443          | 2015             |
| Riesling                     | blanc   | Donauriesling, gentile aromatique petracine (département Moselle), Gewürtztraube, Gräfenberger, Hochheimer, Johannisberger, Karbacher Riesling, Kastellberger, Kleinriesler, Kleinriesling, Klingenberger, Moselriesling, Niederländer, petit rhin (en Suisse), petit riesling, Pfefferl, Reno, Reynai, Rheingauer, Rheinriesling, Riesler, Riesling blanc, Riesling renano, Riesling renano bianco, Rieslinger, Risling rejnski, Rizling, Rössling, Rösslinger, Weißer Riesling (nom correct), White Riesling | Allemagne, France, Australie                            | 63 936          | 2015             |
| Chenin                       | blanc   | anjou, blanc d´Aunis, capbreton blanc (France, Landes), confort, coué fort, cruchinet (France, sud-ouest), cugnette, fehér Chenin, franc Blanc, franche, Gamet blanc (France, Aveyron), goût fort, luarskoe, pineau d´Anjou, pineau de Briollay, pineau de la Loire, pineau de Savennières, pineau Gros, pineau Gros de Vouvray, pineau Nantais, plant de Brézé (au Moyen Âge, aujourd'hui cela désigne plutôt le Romorantin), plant de Salces, plant de Salles, plant du Clair de Lune, quefort (Nouvelle-Zélande), rajoulin, rouchalin, rougelin, steen (Afrique du Sud), stein, tête de Crabe, vaalblaar Stein et verdurant | Afrique du Sud, France                                  | 33 081          | 2015             |
| País                         | noir    | Misión, Mission | Chili, Mexique                                          | 52 000          | 1999             |
| Pardillo (en)                | blanc   | Cayatano, Pardilla | Espagne                                                 | 51 700          | 2000             |
| Muscat d'Alexandrie          | blanc   | Acherfield's early muscat, albillo de Toro, angliko, Alexander Muskat, Alexandriai Muskotály, Alexandriski muscat, Angliko, Apostoliatiko, Argelino, Augibi Blanc, Augibi Muscat, Bowood Muscat, Broccula, Charlesworth tokay, Damaszkuszi muskotály, Daroczy musko, Englesiko, Gerosolimitana Bianca, Gordo, Hanepoot (Bezeichnung in Südafrika), Hbiqui, Isidori, Iskendiriye Misketi, Jubi, Kabrija, Lexia, Malaga Blanc, Malakay, Meski, moscatel de Alejandria, moscatel de Chipiona, moscatel de España, moscatel de Grano Gordo, moscatel de Jesus, moscatel de Lanzarote, moscatel de Málaga, moscatel de Samso, moscatel de Setúbal, moscatel de Valencia, moscatel Flamenco, moscatel Gordo ou moscatel Gordo Blanco, moscatel Real, moscatel Roma ou moscatel Romano, moscatellone, moscato di Alessandria, moscato di Calabria, moscato di Pantellaria, muscat à gros grains, muscataiu, muscat bowood, muscat d'Espagne, muscat de Kelibia, muscat de Raf-Raf, muscat de Sagunto, muscat de Salé, muscat llansa, muscat romain, panse musquée, raisin de Málaga, raisin du Husaco, Ryton muscat, Salamanca, Salamanna, Salamonica, Seralamanna, Smirnai szagos, Tamâioasa de Alexandria, Tottenham Park muscat, Tynningham muscat, Uva aceituna, White Hanepoot, White musat of Alexandria, Zibibbo, Zibibbo de Pantellaria, Zibibbu di Sicilia | Maroc, Australie                                        | 33 850          | 2015             |
| Macabeo                      | blanc   | Maccabeu, Viura | Espagne, France                                         | 47 000          | 1999             |
| Cinsault                     | noir    | black Malvoisie, blue Imperial, boudalès, bourdalès, bourdelas, calabre, chainette, cincout, cinsanet, cinsault, cinquien, cinq-Sao, cinqsaut, Œillade, Espagne, espagnol, froutignan, gros de Lacaze, gros Marocain, hermitage (en Afrique du Sud), Kara Takopoulo, madiran du Portugal, marroquin, marrouquin, maurange, mavro Kara Melki, mihau, milhaud du Pradel, morterille Noir, negru de Sarichioi, ottavinello, ottavianello (en Pouilles, Italie), papadou, pampous, passerille, picardan Noir, piquepoul d’Uzés, pis de Chèvre rouge, plant d’Arles, poupo de Crabe, pousse de Chèvre, prunaley, prunella, prunellas, samsó, senso, ulliaou, ulliade Noire | France, Italie                                          | 21 215          | 2015             |
| Muscat blanc à petits grains | blanc   | bela dinka, beli muskat, bily muskatel, blanche douse, brown muscat, franczier veros muscatel, frontignac, Gelber Muskateller, Gelber Weihrauch, Katzendreckler, moscata bianca, moscatel branco, moscatel castellano, moscatel commun, moscatel de bago muido, moscatel de grano menudo, moscatel de grano pequeno, moscatel do Douro, moscatel fino, moscatel galego, moscatel menudo blanco, moscatel morisco, moscatel nunes, moscatello bianco, moscato bianco commune, moscato d'Asti, moscato del Colli Euganei, moscato di Canelli, moscato di Montalcino, moscato di Sardegna, moscato di Trani, moscatofilo, moschato, moschato aspro, moschato leuko ou moschato lefko, moschato samou, moschoudi, moschoudi proimo, moscovitza, muscat blanc, muscat blanc commun, muscat blanc du Valais, muscat d'Alsace, muscat de Die, muscat de Frontignan, muscat de Lunel, muscat de Samos, muscat psilo, muscat quadrat, muskat beli, muskuti, uva de Cheiro, uva moscatello, Weihrauch, Weiße Muskattraube, Weißer Muskateller, White Frontignan, Zoruna. | France, Bulgarie                                        | 32 091          | 2015             |
| Müller-thurgau               | blanc   | Rivaner, Riesling-Silvaner | Allemagne, Autriche                                     | 22 201          | 2015             |
| Cabernet franc               | noir    | achéria, arrouya pro parte, bidure, boubet, bouchet, bouchy, breton, cabernet blanc, cabernet d'Aunis, cabernet franco, cabernet frank, cabernet gris, capbreton rouge, carbenet, carbouet, carmenet, couahort pro parte, gamay de Ricenay, gros bouchet, gros cabernet, grosse vidure, kaberne frank, messanges rouge, noir dur, petite vigne dure, plant breton, plant de l'abbé Breton, plant des sables, trouchet noir, véron, véronais. | France, Italie                                          | 52 568          | 2015             |
| Crljenak Kaštelanski         | noir    | Primitivo, Zinfandel, Uva delle Pergloa, Blauer Scheuchner | Croatie, Italie, États-Unis, Mexique, Afrique du Sud    | 42 000          | 2002             |
| Rkatsiteli                   | blanc   | Rkaziteli, Baiyu | Géorgie, Bulgarie, Chine                                | 75 317          | 2015             |
| Gamay                        | noir    | Gamay noir à jus blanc, Bourguignone Noir | France, Suisse                                          | 27 469          | 2015             |
| Cereza (en)                  | noir    | Cereza italiana | Argentine                                               | 29 162          | 2015             |
| Criolla grande               | noir    | Criolla, Criolla Sanjuanina | Argentine                                               | 15 819          | 2015             |
| Welschriesling               | blanc   | Riesling italico, Olaszrizling | Roumanie, Hongrie                                       | 22 724          | 2015             |
| Palomino                     | blanc   | Listán blanco, Perrum | Espagne, Mexique                                        | 15 025          | 2015             |
| Chasselas                    | blanc   | Chasselas, Gelber Moster, Chaslie, Fendant, Gutedel | Roumanie, Hongrie, Allemagne, Suisse, France            | 7 754           | 2015             |
| Sémillon                     | blanc   | Green Grape, Hunter River Riesling | France, Chili                                           | 19 052          | 2015             |
| Kadarka                      | noir    | Blaue Ungarische, Gamza | Hongrie, Serbie                                         | 30 000          | 1999             |
| Alicante Bouschet            | noir    | Alicante-Henri_Bouschet, Alicante nero | France, Algérie                                         | 35 462          | 2015             |
| Concord                      | noir    | Dalmadin, Furmin noir | États-Unis, Canada                                      | 36 495          | 2015             |
| Colombard                    | blanc   | French Colombard, Colombar | États-Unis, Afrique du Sud                              | 32 138          | 2015             |
| Cardinal                     | noir    | Apostoliatiko, Rannii Carabournu | Espagne, Roumanie                                       | 28 000          | 2000             |
| Fernão Pires                 | blanc   | Maria Gomes, Gaeiro | Portugal, Afrique du Sud                                | 13 056          | 2015             |
| Aligoté                      | blanc   | alligotay, alligoté, blanc de Troyes, Carcairone blanc, Carcarone, Carchierone, Chaudenet gras, Giboudot blanc, Griset blanc, Mukhranuli, Pistone, Plant de trois raisins, Plant de Trois, Plant gris, Troyen blanc, Vert blanc | France, Suisse                                          | 35 073          | 2015             |
| Pedro Ximénez                | blanc   | PX, Pedro Jiménez | Espagne, Australie                                      | 22 769          | 2015             |
| Muscat de Hambourg           | noir    | Black Hamburg, Black Muscat, Black Muscat of Alexandria, Blauer Hamburger Muskat, Frankental, Frankenthal, Golden Hamburg, Hambourg musqué, Hambro, Hamburg, Hamburg Moschato, Hamburgii muskotály, Hamburgskii misket, Hamburski Misket, Hampton Court Wine, Malaga rouge, Moscatel de Hamburgo, Moscatel Negro, Moscatel Prato, Moscatel preto, Moscato d’Amburgo, Moscato di Amburgo, Moscato Nero, Moscato Nero di Amburgo, Moscato Preto, Moschato amvourgou, Moschato tyrnavou, Muscat Albertient's, Muscat cernii aleksandriiskii, Muscat gamburgskii, Muscat Hamburg, Muscat du Ventoux, Muskat Hamburg crni, Muskat-Trollinger (en Allemagne), Œillade musqué, Queen’s Arbor, Red Muscat of Alexandria, Siyah misket, Snow’s Seedling ou Snow’s muscat hamburgh, Tamaîioasa hanburg, Tamaîioasa neagra, Venn’s Seedling, Venn's Seedling black muscat, Zibibbo Nero. | France, Grèce                                           | 8 479           | 2015             |
| Malbec                       | noir    | Auxerrois, Côt noir | Argentine, France                                       | 54 610          | 2015             |
| Grüner Veltliner             | blanc   | GV, Blancgipfler | Autriche, Hongrie                                       | 21 083          | 2015             |
| Pinot blanc                  | blanc   | Pinot bianco, Blancer Klevener | France, Italie, Allemagne                               | 14 834          | 2015             |
| Catarratto bianco lucido     | blanc   | catarratto bianco lustro, castellaro | Italie                                                  | 10 830          | 2015             |
| Pinot gris                   | blanc   | affumé, arnoison gris, auvergnas gris, auvernat gris, auxerrat, auxerrois gris, auxois, burgundske sede, burot ( robe de bure), druser, fauvet, friset, fromenteau gris, fromentot, Grauburgunder, Grauclevner, Grauer Mönch, gris cordelier, gris de Dornot, griset, levraut, malvoisie, malvoisien, Mauserl, moréote gris, moréote gris rouge, muscade, ouche cendrée, petit gris, pinot Beurot, pinot cendré, Pinot grigio, roter Burgunder, ruhlandi, rulandac sivi, ruländer, szürkebarát, Speyrer, Tokay d'Alsace, Viliboner | France, Suisse, Italie, Allemagne, Roumanie             | 54 441          | 2015             |
| Aramon noir                  | noir    | Pisse-Vin, Ugni noir | France, Algérie                                         | 15 000          | 1999             |
| Pinot meunier                | noir    | auvernat gris, auvernat meunier, blanc meunier, blanche feuille, carpinet, cerny mancujk, crédinet, farineux noir, fernaise, frésillon, fromenté, Frühe blaue Müllerrebe, goujeau, gris meunier, meunier, meunier gris, Miller Grape, Miller´s Burgundy, Molnar Toke, Molnar Toke Kek, Molnarszölö, Morillon Tacone, Morone Farinaccio, Moucnik, Müllerrebe, noirin enfariné, noirien de Vuillapans, pineau meunier, Pino Meine, Pinot Negro, Plant de Brie, plant meunier, plant munier, Postitschtraube, Rana Modra Mlinaria, Rana Modra Mlinarica, resseau, Riesling Noir, sarpinet, Schwarzriesling, trézillon et Wrotham Pinot | France, Allemagne                                       | 12 939          | 2015             |
| Portugais bleu               | noir    | autrichien, badener, blaue feslauertraube, blauer portugieser, bonnette, feslauer, früher blauer portugieser, kék oporto (Hongrie), kék portugiezi, mavrona rana, modrý Portugal (Tchéquie), modra Portugalka (Slovenie), oporto (Roumanie), oportorebe, portgieser, portoghese, portohese nero, portugaljka (Croatie), portugiz, portugizac Crni, portugieser, portuguêz azul (au Portugal), rana modra, rana modra kraljevina, vöslauer | Allemagne, Hongrie                                      | 6 321           | 2015             |
| Grenache blanc               | blanc   | garnacha blanca, garnatxa blanca, grenash beli, silla blanc | France, Espagne                                         | 14 500          | 2000             |
| Garganega                    | blanc   | Garganega bianca, garganega biforcuta, grecanico | Italie                                                  | 9 702           | 2015             |
| Melon de Bourgogne           | blanc   | biaune, bourgogne blanche, bourgogne vert, bourguignon blanc, feuille ronde, gamay blanc, gros auxerrois, grosse Sainte-Marie, malin blanc, melon, melon blanc, melon de Bourgogne, muscadet, perry, petit muscadet, petite bourgogne, pétoin, pétouin, pourrisseux, roussette basse | France, États-Unis                                      | 9 725           | 2015             |
| Sylvaner                     | blanc   | arvine, arvine grande, augustiner weiss, beregi szilvani, bötzinger, clozier, cynifadl zeleny, cynifal, fliegentraube, frankenriesling, frankentraube, füszeres szilvani, gamay blanc, gentil vert, Gros-Rhin, grünedel, grünfränkisch, Grüner Silvaner, Häusler Schwarz, mishka, momavaka, monterey riesling, moravka, movavka, muschka, mushza, musza, nemetskii Rizling, Österreicher, Pepltraube, picardon blanc, picardou blanc, plant du Rhin, Rhin, Rundblatt, salfin, salfine bely, salvaner, salviner, scharvaner, scherwaner, schönfeilner, schwäbler, schwübler, sedmogradka, sedmogradska zelena, selenzhiz, selivan, silvaner, silvanske zelene, sonoma riesling, Sylvaner Verde, sylvan zeleny, szilvani feher, Juhannish, tschafahnler, yesil Silvaner, zelencic, zeleny, zierfandl, zierfandler, zierifandel, zinifal, zöld szilvani et zöldsilvani | Allemagne, France                                       | 6 639           | 2015             |
| Ansonica                     | blanc   | amsonica, ansolia, ansolica, ansoliku, ansora, ansoria, anzonaka, anzonica, anzulu, arba solika, erba insolika, inselida, iInsolia, insolia di Palermo, inzolia parchitana, nsolia, nsuolia, nzolia bianca, nzolia di Lipari, nzolia di Palermo, soria, zolia bianca | Italie                                                  | 5 415           | 2015             |
| Mencia                       | noir    | Jaén du Dão, Loureiro | Espagne, Portugal                                       | 11 169          | 2015             |
| Chelva (de)                  | noir    | Gabriela, Guarena | Espagne                                                 | 5 076           | 2015             |
| Cayetana blanca (en)         | blanc   | Cayetana, Calegrano | Espagne                                                 | 11 432          | 2015             |
| Parellada                    | blanc   | - | Espagne                                                 | 7 878           | 2015             |
| Xarell-Lo                    | blanc   | Xarello, Jaén Blanco | Espagne, Portugal                                       | 9 494           | 2015             |
| Nuragus                      | blanc   | Abbondosa, Granazza | Italie (Sardaigne)                                      | 1 807           | 2015             |
| Gewurztraminer               | blanc   | Traminer, Noirer Traminer, Gelber Traminer, Savagnin rose aromatique | France, États-Unis, Allemagne, Italie (Alto Adige)      | 15 654          | 2015             |
| Négrette                     | noir    | ragoûtant, folle noire, petit noir, cap de more, chalosse noire, dégoutant, morelet, morillon, mourrelet, négralet, négret de Gaillac, négret du Tarn, petit noir, villemur, pinot St Georges, folle noire d'Ambat. | France, États-Unis                                      | 1 112           | 2015             |
| Plavac mali                  | noir    | | Croatie                                                 | 1 583           | 2015             |

## Symbolique
Le cep de vigne était l'insigne du centurion romain.
La vigne et le vin sont des symboles très présents dans le christianisme lors notamment de l’eucharistie ou en ornement des édifices religieux. La croix de la Grappe est aussi utilisée par sainte Nino.

## Genre grammatical
En français, le genre grammatical des cépages varie en fonction de leur couleur, on trouve pour les cépages blancs un genre féminin aussi bien que masculin, alors que les cépages noirs sont presque exclusivement masculins (exceptions pour la syrah ou la mérille par exemple).